# Miroslav Grepl
Miroslav Grepl (14. dubna 1929, Ptenský Dvorek – 3. dubna 2021) byl český vysokoškolský učitel a jazykovědec, zaměřením bohemista.

## Život a dílo
Narodil se v roce 1929 v Hrochově u Prostějova. V letech 1949–1953 vystudoval češtinu a ruštinu na FF UJEP (na dnešní Filozofické fakultě Masarykovy univerzity) v Brně, kde mezi jeho učitele patřili kupříkladu František Trávníček, Josef Kurz, Adolf Kellner, Bořivoj Novák a Jaroslav Bauer. O tři roky později obhájil svoji kandidátskou práci (CSc. –1956) a v roce 1966 se již habilitoval (doc.) v oboru českého jazyka. V roce 1990 byl pak jmenován profesorem daného oboru.
Společně s bohemistou prof. PhDr. Petrem Karlíkem, CSc. napsal dle NK ČR řadu jazykovědně zaměřených knih o českém jazyce (např. Gramatické prostředky hierarchizace sémantické struktury věty (1983, 102 s.), Skladba spisovné češtiny (1986, 474 s.), Skladba češtiny (1998, 503 s.) aj.

### Publikační činnost (výběr)
- Jak dál v syntaxi. 1. vyd. Brno: Host, 2011. 246 S.
- Skladba spisovné češtiny. 1. vyd. 1964 (spolu s bohemistou prof. Jaroslavem Bauerem)